# 邱良閱
邱良閱（1982年5月7日—），中華民國政治人物，中國國民黨籍，生於高雄市，現任雲林縣肉品市場副總經理，也是豬肉品牌雲饗豬重要推手。曾任雲林縣政府議會總連絡人，負責縣府議會溝通協調窗口、立法委員張嘉郡國會助理以及麥寮鄉代理鄉長。

## 從政
2023年，因時任立法委員林文瑞受選罷法排黑條款限制不得參選連任，故中國國民黨徵召邱良閱參選雲林縣第二選舉區立委，敗給時任民主進步黨籍立委劉建國。
2024年1月，原麥寮鄉鄉長蔡長昆因賄選遭解職，故雲林縣政府指派邱良閱為代理鄉長，4月23日交接給新任鄉長許忠富。

## 選舉紀錄
| 年度 | 選舉屆數             | 選舉區           | 所屬政黨   | 得票數 | 得票率 | 當選標記 | 備註 |
| ---- | -------------------- | ---------------- | ---------- | ------ | ------ | -------- | ---- |
| 2024 | 第十一屆立法委員選舉 | 雲林縣第二選舉區 | 中國國民黨 | 78,596 | 40.52% |          |      |